# Северо-Одоевское Лесничество
Северо-Одоевское Лесничество — поселок в Одоевском районе Тульской области в составе сельского поселения Северо-Одоевское.

## География
Поселок находится в юго-западной части Тульской области на расстоянии приблизительно 8 км по прямой на северо-восток по прямой от города Одоев, административного центра района.

## История
В 1939 году здесь были отмечены безымянные строения.

## Население
Постоянное население составляло 33 человека (русские 100 %) в 2002 году, 19 в 2010.